# Javine Hylton
Javine Dionne Hylton (ur. 27 grudnia 1981 roku w Kensington w Londynie) – brytyjska piosenkarka popowa, R&B-owa i soulowa, celebrytka, reprezentantka Wielkiej Brytanii w 50. Konkursie Piosenki Eurowizji (2005).

## Życiorys

### Wczesne lata
Urodziła się w londyńskiej dzielnicy Kensington, jednak dorastała w Ladbroke Grove. Jako dwulatka zagrała Nalę w musicalu Król lew, wystawianym na West Endzie.

### Kariera

#### 2002: Początki i udział wPopstars: The Rivals
W 2002 roku wzięła udział w przesłuchaniach do programu Popstars: The Rivals, mającego na celu stworzenie nowego zespołu muzycznego. Dostała się do etapu odcinków na żywo jako jedna z dziesięciu dziewczyn i ostatecznie dotarła do finału, w którym odpadła, nie zostając członkinią girls bandu Girls Aloud. W programie wykonała własne wersje przebojów, takich jak m.in. „(You Make Me Feel Like) A Natural Woman” Arethy Franklin, „Let’s Stay Together”  Al Greena czy „I’m Every Woman” Chaki Khan. Po udziale w talent show rozpoczęła karierę solową.

#### 2003–04:Surrender
Latem 2003 roku wydała swój debiutancki singiel – „Real Things”, który zawierał sample z utworu „Ante Up” M.O.P.a. Singiel dotarł do czwartego miejsca brytyjskiej listy przebojów. W tym samym roku wydała drugi singiel – „Surrender (Your Love)”, zaśpiewała gościnnie w utworze Richarda X „You Used to”, który znalazł się na jego debiutanckim albumie, zatytułowanym Presents His X-Factor Vol. 1 oraz nagrała partie wokalne do piosenki „Never” polskiego duetu producenckiego WAWA (Michała Bojanowicza i Wiktora Myśliwca). Pod koniec roku wystąpiła jako support amerykańskiego rapera Nelly’ego podczas brytyjskiej części jego trasy koncertowej.
W styczniu 2004 roku wzięła udział w kampanii reklamowej wody Dasanii, która niedługo potem została wycofana ze sprzedaży z powodu słabego zainteresowania konsumentów. W czerwcu wydała singiel „Best of My Love”. 28 czerwca zaprezentowała swój debiutancki album studyjny, zatytułowany Surrender. Ostatnim, czwartym singlem z płyty został utwór „Don’t Walk Away”, będący nową wersją piosenki zespołu Jade. W styczniu 2005 roku Surrender został wydany na rynku japońskim, gdzie zyskał status złotej płyty za osiągnięcie wyniku ponad 100 tys. sprzedanych egzemplarzy.

#### 2005: Konkurs Piosenki Eurowizji
W lutym 2005 roku Javine została ogłoszona finalistką brytyjskich eliminacji eurowizyjnych Eurovision: Making Your Mind Up. Do konkursu zgłosiła się z piosenką „Touch My Fire”. Przed występem w selekcjach wyruszyła w ogólnokrajową trasę promocyjną. W finale eliminacji, rozgrywanym 5 marca, zdobyła największe poparcie telewidzów, dzięki czemu została wybrana na reprezentantkę Wielkiej Brytanii w 50. Konkursie Piosenki Eurowizji w Kijowie. Podczas finałowego występu przypadkowo odsłoniła pierś, co wywołało oburzenie niektórych brytyjskich telewidzów, którzy wysłali swoje skargi do siedziby telewizji BBC.
W marcu podpisała kontrakt płytowy z wytwórnią Universal. Przed występem w Konkursie Piosenki Eurowizji wyruszyła w trasę promocyjną w kraju i w Europie. W maju przyleciała do Kijowa, gdzie rozpoczęła próby kamerowe przed występem w finale Eurowizji. 21 maja wystąpiła w koncercie finałowym jako druga w kolejności i zajęła 22. miejsce po zdobyciu 18 punktów. Po powrocie do kraju udzieliła wywiadu, w którym oceniła finałowy rezultat: Świetnie spędziłam czas w Kijowie. Oczywiście jest rozczarowana wynikami, ale cieszę się z występu. Zaśpiewałam i wystąpiłam najlepiej, jak mogłam, spotkałam się tylko i wyłącznie z pozytywną reakcją publiczności. Mam nadzieję, że Wielka Brytania była ze mnie dumna. Singiel „Touch My Fire” dotarł do 18. miejsca brytyjskiej listy przebojów.

#### Od 2006: Udział w programach rozrywkowych
W 2006 roku wygrała czwartą edycję programu The Games. W 2007 roku wzięła udział w programie BBC Three Celebrity Scissorhands. Rok później wzięła udział w drugiej edycji programu The Underdog Show, w którym zajęła ostatnie miejsce. W 2010 roku zajęła drugie miejsce w programie Celebrity Come Dine with Me. Dwa lata później wystąpiła w specjalnej edycji programu Celebrity Masterchef.

### Życie prywatne
W marcu 2006 roku została zatrzymana przez policję z powodu prowadzenia samochodu pod wpływem alkoholu. Odebrano jej prawo jazdy na 18 miesięcy.
W listopadzie 2006 roku zaczęła romans z raperem Michaelem Harveyem, który był wówczas mężem piosenkarki Aleshy Dixon. Romans spowodował konflikt medialny między Javine a Jamelią (przyjaciółką Aleshy), która w programie Never Mind the Buzzcocks nazwała Hylton „puszczalską”. Pod koniec lutego 2008 roku urodziła raperowi córkę, Angel. 5 sierpnia Harvey został aresztowany po nocnej kłótni z Hylton, po powrocie rapera z całonocnej imprezy ze znajomymi. We wrześniu para rozstała się z powodu niewierności Harveya.

## Dyskografia
Albumy studyjne
- Surrender (2004)

Single
- 2003 –„Real Things”
- 2003 –„Surrender (Your Love)”
- 2004 –„Best of My Love”
- 2004 –„Don’t Walk Away”
- 2005 –„Touch My Fire”